# Poniszowice

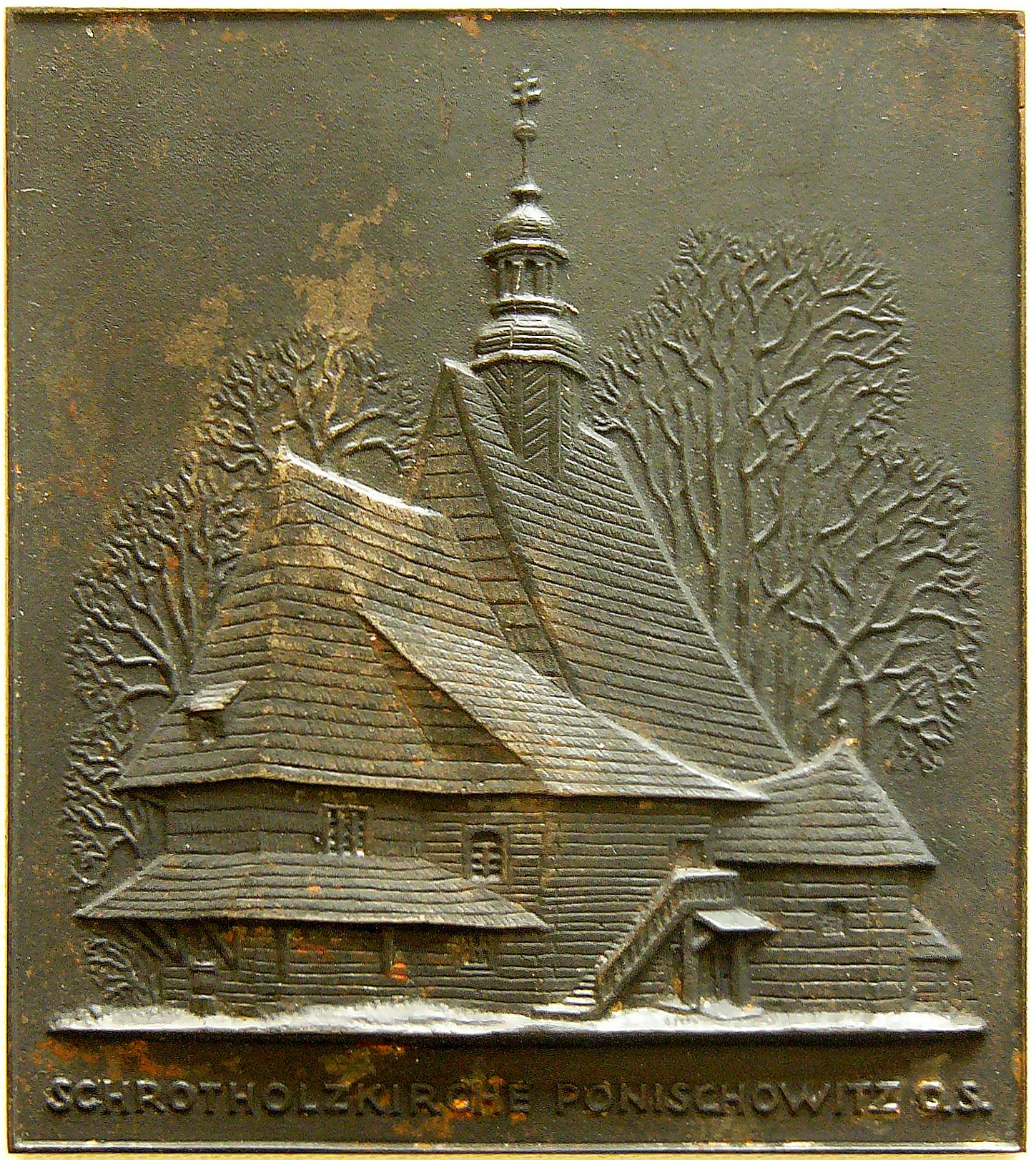
Von Peter Lipp gestaltete Plakette mit der Schrotholzkirche St. Johannes Baptist in Ponischowitz. Fertigung: Eisengießerei Gleiwitz

Poniszowice (deutsch Ponischowitz, 1936–1945 Muldenau O.S.) ist eine Ortschaft in der Gemeinde Rudziniec im Powiat Gliwicki in der Woiwodschaft Schlesien.

## Geschichte

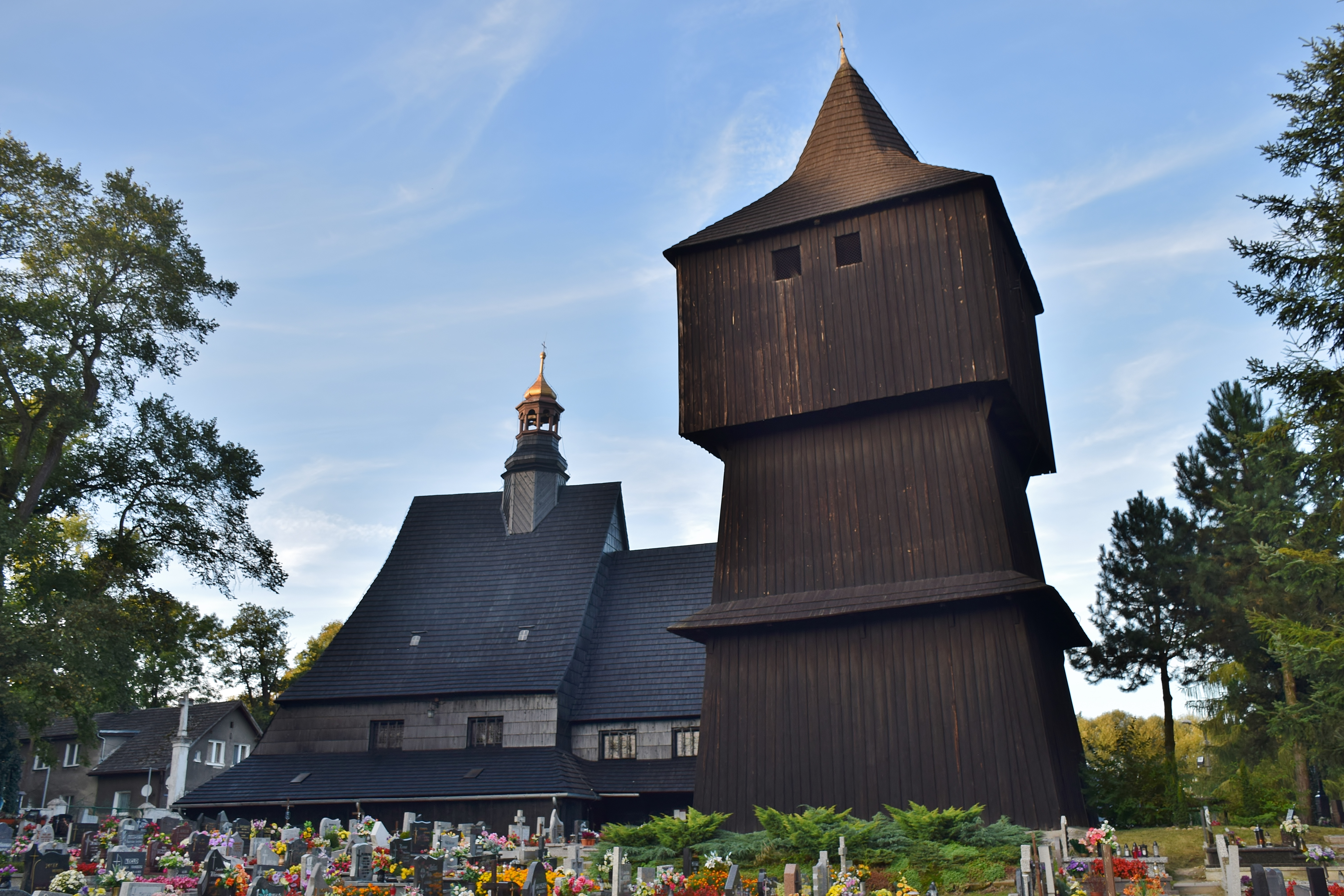
Schrotholzkirche St. Johannes Baptist

Der Ort wurde erstmals 1223 urkundlich erwähnt. Laut der Kirchenchronik von Poniszowice soll der Ort bereits 1175 existiert haben.
Ponischowitz wurde 1742 mit dem größten Teil Schlesiens preußisch und war ab 1816 Teil des Kreises Tost (später umbenannt in Tost-Gleiwitz) im Regierungsbezirk Oppeln.
Bei der Volksabstimmung in Oberschlesien am 20. März 1921 stimmten in Ponischowitz 244 Wahlberechtigte für einen Verbleib bei Deutschland und 239 für eine Zugehörigkeit zu Polen. Als Teil des Landkreises (und Stimmkreises) Tost-Gleiwitz verblieb Ponischowitz in der Weimarer Republik.
Während der Zeit des Nationalsozialismus wurden Ortsnamen slawischer Herkunft umbenannt – Ponischowitz erhielt zum 12. Februar 1936 den Namen Muldenau O.S. Nach dem Zweiten Weltkrieg fiel der Ort an Polen und wurde in Poniszowice umbenannt.
Von 1950 bis 1998 lag der Ort in der Woiwodschaft Kattowitz, seit 1999 in der Woiwodschaft Schlesien. Von 1973 bis 1977 war Poniszowice Sitz der Landgemeinde Poniszowice. 1977 kam der Ort zur Gemeinde Rudziniec.

## Sehenswürdigkeiten
- bedeutende Schrotholzkirche St. Johannes Baptist, geweiht 1499, Turm von 1520.

## Bildung
- 1 Grundschule